# Mārtiņš Virsis
Mārtiņš Virsis (ur. 26 lutego 1959 w rejonie Valmiera) – łotewski historyk, polityk i dyplomata, poseł na Sejm V kadencji (1993–1995), ambasador w Niemczech (2002–2008), na Litwie (2010–2015), na Białorusi (5 października 2015 – 2019).

## Życiorys
W latach 1977–1982 studiował historię w Łotewskim Uniwersytecie Państwowym, następnie kształcił się na studiach aspiranckich. W 1992 uzyskał stopień doktora nauk historycznych. Od 1990 pracuje w Ministerstwie Spraw Zagranicznych, pełnił m.in. funkcję wiceministra tego resortu. W latach 1993–1995 wykonywał mandat posła na Sejm V kadencji wybranego z listy Łotewskiej Drogi. W 1995 został ambasadorem Republiki Łotewskiej w Austrii, był także ambasadorem nierezydującym w Szwajcarii, Liechtensteinie, na Węgrzech, w Słowenii i na Słowacji.
W latach 2002–2008 był ambasadorem nadzwyczajnym i pełnomocnym w Republice Federalnej Niemiec. 2 listopada 2004 objął również obowiązki ambasadora w Kuwejcie. W latach 2008–2010 był inspektorem generalnym w MSZ. 7 lipca 2010 prezydent Valdis Zatlers wystawił mu listy uwierzytelniające, a 17 września 2010 Virsis złożył je na ręce prezydent Litwy, rozpoczynając misję ambasadora nadzwyczajnego i pełnomocnego w tym kraju. 
Odznaczony Orderem Trzech Gwiazd II klasy oraz Krzyżem Wielkim Orderu Zasługi RFN. 
Żonaty, ma dwoje dzieci.